# Kim Min-woo
Kim Min-woo (김민우?, 金民友?; Jinju, 25 febbraio 1990) è un calciatore sudcoreano, centrocampista dell'Ulsan HD.

## Carriera

### Nazionale
Ha esordito in Nazionale nel 2013. Ha disputato la Coppa d'Asia 2015 e i Mondiali 2018 in Russia con la sua Nazionale.

## Statistiche

### Cronologia presenze e reti in nazionale
| Cronologia completa delle presenze e delle reti in nazionale ― Corea del Sud | Cronologia completa delle presenze e delle reti in nazionale ― Corea del Sud | Cronologia completa delle presenze e delle reti in nazionale ― Corea del Sud | Cronologia completa delle presenze e delle reti in nazionale ― Corea del Sud | Cronologia completa delle presenze e delle reti in nazionale ― Corea del Sud | Cronologia completa delle presenze e delle reti in nazionale ― Corea del Sud | Cronologia completa delle presenze e delle reti in nazionale ― Corea del Sud | Cronologia completa delle presenze e delle reti in nazionale ― Corea del Sud |
| Data                                                                         | Città                                                                        | In casa                                                                      | Risultato                                                                    | Ospiti                                                                       | Competizione                                                                 | Reti                                                                         | Note                                                                         |
| ---------------------------------------------------------------------------- | ---------------------------------------------------------------------------- | ---------------------------------------------------------------------------- | ---------------------------------------------------------------------------- | ---------------------------------------------------------------------------- | ---------------------------------------------------------------------------- | ---------------------------------------------------------------------------- | ---------------------------------------------------------------------------- |
| 24-7-2013                                                                    | Hwaseong                                                                     | Corea del Sud                                                                | 0 – 0                                                                        | Cina                                                                         | Coppa dell'Asia orientale 2013                                               | -                                                                            | 38’                                                                          |
| 14-8-2013                                                                    | Suwon                                                                        | Corea del Sud                                                                | 0 – 0                                                                        | Perù                                                                         | Amichevole                                                                   | -                                                                            |                                                                              |
| 26-1-2014                                                                    | Los Angeles                                                                  | Corea del Sud                                                                | 0 – 1                                                                        | Costa Rica                                                                   | Amichevole                                                                   | -                                                                            |                                                                              |
| 29-1-2014                                                                    | San Antonio                                                                  | Messico                                                                      | 4 – 0                                                                        | Corea del Sud                                                                | Amichevole                                                                   | -                                                                            | 46’                                                                          |
| 1-2-2014                                                                     | Carson                                                                       | Stati Uniti                                                                  | 2 – 0                                                                        | Corea del Sud                                                                | Amichevole                                                                   | -                                                                            |                                                                              |
| 5-9-2014                                                                     | Bucheon                                                                      | Corea del Sud                                                                | 3 – 1                                                                        | Venezuela                                                                    | Amichevole                                                                   | -                                                                            | 81’                                                                          |
| 10-10-2014                                                                   | Cheonan                                                                      | Corea del Sud                                                                | 2 – 0                                                                        | Paraguay                                                                     | Amichevole                                                                   | 1                                                                            | 70’                                                                          |
| 14-10-2014                                                                   | Seul                                                                         | Corea del Sud                                                                | 1 – 3                                                                        | Costa Rica                                                                   | Amichevole                                                                   | -                                                                            | 70’                                                                          |
| 14-11-2014                                                                   | Amman                                                                        | Giordania                                                                    | 0 – 1                                                                        | Corea del Sud                                                                | Amichevole                                                                   | -                                                                            | 71’                                                                          |
| 4-1-2015                                                                     | Parramatta                                                                   | Arabia Saudita                                                               | 0 – 2                                                                        | Corea del Sud                                                                | Amichevole                                                                   | -                                                                            | 90’                                                                          |
| 5-8-2015                                                                     | Wuhan                                                                        | Giappone                                                                     | 1 – 1                                                                        | Corea del Sud                                                                | Coppa dell'Asia orientale 2015                                               | -                                                                            |                                                                              |
| 13-1-2015                                                                    | Canberra                                                                     | Kuwait                                                                       | 0 – 1                                                                        | Corea del Sud                                                                | Coppa d'Asia 2015 - 1º turno                                                 | -                                                                            | 76’                                                                          |
| 5-9-2017                                                                     | Tashkent                                                                     | Uzbekistan                                                                   | 0 – 0                                                                        | Corea del Sud                                                                | Qual. Mondiali 2018                                                          | -                                                                            |                                                                              |
| 14-11-2017                                                                   | Ulsan                                                                        | Corea del Sud                                                                | 1 – 1                                                                        | Serbia                                                                       | Amichevole                                                                   | -                                                                            | 82’                                                                          |
| 12-12-2017                                                                   | Tokyo                                                                        | Corea del Nord                                                               | 0 – 1                                                                        | Corea del Sud                                                                | Coppa dell'Asia orientale 2017                                               | -                                                                            |                                                                              |
| 16-12-2017                                                                   | Chōfu                                                                        | Giappone                                                                     | 1 – 4                                                                        | Corea del Sud                                                                | Coppa dell'Asia orientale 2017                                               | -                                                                            |                                                                              |
| 24-3-2018                                                                    | Belfast                                                                      | Irlanda del Nord                                                             | 2 – 1                                                                        | Corea del Sud                                                                | Amichevole                                                                   | -                                                                            | 35’                                                                          |
| 28-5-2018                                                                    | Taegu                                                                        | Corea del Sud                                                                | 2 – 0                                                                        | Honduras                                                                     | Amichevole                                                                   | -                                                                            | 56’                                                                          |
| 1-6-2018                                                                     | Jeonju                                                                       | Corea del Sud                                                                | 1 – 3                                                                        | Bosnia ed Erzegovina                                                         | Amichevole                                                                   | -                                                                            |                                                                              |
| 7-6-2018                                                                     | Innsbruck                                                                    | Corea del Sud                                                                | 0 – 0                                                                        | Bolivia                                                                      | Amichevole                                                                   | -                                                                            | 81’                                                                          |
| 11-6-2018                                                                    | Grödig                                                                       | Senegal                                                                      | 2 – 0                                                                        | Corea del Sud                                                                | Amichevole                                                                   | -                                                                            |                                                                              |
| 18-6-2018                                                                    | Nižnij Novgorod                                                              | Svezia                                                                       | 1 – 0                                                                        | Corea del Sud                                                                | Mondiali 2018 - 1º turno                                                     | -                                                                            | 28’                                                                          |
| 23-6-2018                                                                    | Rostov                                                                       | Corea del Sud                                                                | 1 – 2                                                                        | Messico                                                                      | Mondiali 2018 - 1º turno                                                     | -                                                                            | 84’                                                                          |
| Totale                                                                       |                                                                              | Presenze                                                                     | 23                                                                           |                                                                              | Reti                                                                         | 1                                                                            |                                                                              |

## Palmarès

### Club

#### Competizioni nazionali
- Coppa di Corea del Sud: 1

2019
- K League 1: 1

Ulsan Hyundai: 2024

### Nazionale
- Giochi asiatici: 1

2010
- Coppa dell'Asia orientale: 2

2015, 2017